# Nagi no Asukara
Nagi no Asukara (凪のあすから) est une série d'animation japonaise produite par le studio P.A. Works. Elle est diffusée initialement sur Animax entre octobre 2013 et avril 2014 et comporte vingt-six épisodes.
Une adaptation en manga par Project-118 et Risō Maeda a été publiée depuis avril 2013 dans le magazine Dengeki Daioh.

## Synopsis
Il y a très longtemps, la civilisation humaine vivait sur le sol de l'océan. Cependant, attiré par les bienfaits de la surface, beaucoup décidèrent d'aller s'y installer, déclenchant la colère du dieu de la mer.
Après la fermeture de leur école, les étudiants du village dans l'océan, Shioshishio (汐鹿生) sont obligés d'aller à celle de la surface. L'histoire suit leur lutte pour essayer de s'intégrer à leur nouvel environnement et les relations parfois complexes entre le peuple de l'océan et de la surface.

## Personnages

### Personnages principaux
Hikari Sakishima (先島 光, Sakishima Hikari)
Manaka Mukaido (向井戸 まなか, Mukaido Manaka)
Chisaki Hiradaira (比良平 ちさき, Hiradaira Chisaki)
Kaname Isaki (伊佐木 要, Isaki Kaname)
Tsumugu Kihara (木原 紡, Kihara Tsumugu)
Miuna Shiodome (潮留 美海, Shiodome Miuna)
Sayu Hisanuma (久沼 さゆ, Hisanuma Sayu)

### Habitants de Shioshishio
Tomoru Sakishima (先島 灯, Sakishima Tomoru)
Uroko-sama (うろこ様, Uroko-sama)

### Habitants de Oshiooshi

#### Famille Shiodome
Akari Shiodome (潮留 あかり, Shiodome Akari)
Itaru Shiodome (潮留 至, Shiodome Itaru)
Akira Shiodome (潮留 晃, Shiodome Akira)
Miori Shiodome (潮留 みをり, Shiodome Miori)

#### Camarades de classe
Takeshi Egawa (江川 岳, Egawa Takeshi)
Shun Sayama (狭山 旬, Sayama Shun)
Kaori Akiyoshi (秋吉 香, Akiyoshi Kaori)
Yū Seiki (清木 憂, Seiki Yū)

#### Autres
Atsushi Minegishi (峰岸 淳, Minegishi Atsushi)
Isamu Kihara (木原 勇, Kihara Isamu)
Satoru Mihashi (三橋 悟, Mihashi Satoru)

## Anime
La production de l'anime Nagi no Asukara est annoncée en août 2012 dans le magazine Dengeki Daioh. Celui-ci est produit par le studio P.A. Works, en collaboration avec le magazine Dengeki Daioh, avec une réalisation de Toshiya Shinohara et un scénario de Mari Okada. Il est diffusé initialement sur la chaine Animax du 3 octobre 2013 au 3 avril 2014. La série est ensuite commercialisée sous forme de neuf coffrets DVD ou Blu-ray vendus mensuellement entre décembre 2013 et août 2014.
Crunchyroll diffuse la série en version originale sous-titrée à travers le monde.

### Liste des épisodes
| No | Titre de l’épisode en français                                                                                           | Titre original de l’épisode | Date de 1re diffusion |
| -- | --- | --- | --------------------- |
| 1  | Entre terre et mer | 海と大地のまんなかに Umi to Daichi no Mannaka ni | 3 octobre 2013        |
| 2  | Membrane glaciale | ひやっこい薄膜 Hiyakkoi Usumaku | 10 octobre 2013       |
| 3  | Légende de la mer | 海のいいつたえ Umi no Iitsutae | 17 octobre 2013       |
| 4  | Parce que nous sommes amis                                                                                               | 友達なんだから Tomodachi nanda kara | 24 octobre 2013       |
| 5  | Dis, limace de mer… | あのねウミウ Ano ne Umiushi | 31 octobre 2013       |
| 6  | Après le jour du tomoe                                                                                                   | 巴日のむこう Tomoebi no Mukō | 7 novembre 2013       |
| 7  | Le bateau tangue | おふねひきゆれて Ofunehiki Yurete | 14 novembre 2013      |
| 8  | Par-delà les sentiments incertains                                                                                       | たゆたう想いのさき Tayutau Omoi no Saki | 21 novembre 2013      |
| 9  | Étrange neige chaude | 知らないぬくもり Shiranai Nukumori | 28 novembre 2013      |
| 10 | La neige chaude tombe, tombe…                                                                                            | ぬくみ雪ふるふる Nukumi Yuki Furufuru | 5 décembre 2013       |
| 11 | Au fil du temps | 変わりゆくとき Kawariyuku Toki | 12 décembre 2013      |
| 12 | Je veux être gentil | 優しくなりたい Yasashiku Naritai | 19 décembre 2013      |
| 13 | Main hors de portée | 届かぬゆびさき Todokanu Yubisaki | 26 décembre 2013      |
| 14 | Le jour promis | 約束の日 Yakusoku no Hi | 9 janvier 2014        |
| 15 | Gardienne du sourire | 笑顔の守り人 Egao no Mamoribito | 16 janvier 2014       |
| 16 | Murmure des vagues au loin                                                                                               | 遠い波のささやき Tōi Nami no Sasayaki | 23 janvier 2014       |
| 17 | Deux malades d’amour | ビョーキなふたり Byōki na Futari | 30 janvier 2014       |
| 18 | Shioshishio | シオシシオ Shioshishio | 6 février 2014        |
| 19 | Enfant à la dérive… | まいごの迷子の… Maigo no Maigo no... | 13 février 2014       |
| 20 | La Belle au bois dormant                                                                                                 | ねむりひめ Nemuri Hime | 20 février 2014       |
| 21 | Messager des profondeurs                                                                                                 | 水底よりの使い Minasoko Yori no Tsukai | 27 février 2014       |
| 22 | Ce que nous avons perdu                                                                                                  | 失くしたもの Nakushita Mono | 6 mars 2014           |
| 23 | À qui appartient ce sentiment ?                                                                                          | この気持ちは誰のもの Kono Kimochi wa Dare no Mono | 13 mars 2014          |
| 24 | Détritus | デトリタス Detoritasu | 20 mars 2014          |
| 25 | L’amour est comme la mer                                                                                                 | 好きは、海と似ている。 Suki wa, Umi to Nite Iru. | 27 mars 2014          |
| 26 | La couleur de la mer, la couleur de la terre, la couleur du vent, la couleur de l’âme, ta couleur. Earth color of a calm | 海の色。 大地の色。 風の色。 心の色。 君の色。 〜Earth color of a calm〜 Umi no Iro. Daichi no Iro. Kaze no Iro. Kokoro no Iro. Kimi no Iro. ~Āsu karā ofu ā kāmu~ | 3 avril 2014          |

## Manga
Une adaptation en manga écrite par Project-118 et dessinée par Risō Maeda est prépubliée depuis le 27 avril 2013 dans le magazine Dengeki Daioh. Le premier volume relié est publié par ASCII Media Works le 27 septembre 2013 et trois tomes sont commercialisés au 27 février 2014.
Une série dérivée intitulée Nagi no Asukara 4-koma Gekijō: Nagiyon (「凪のあすから」4コマ劇場 なぎよん) est prépubliée entre le 27 septembre 2013 et le 27 juin 2014 dans l'édition spéciale du magazine Dengeki Daioh. L'unique volume est publié par ASCII Media Works le 26 juillet 2014.